# Cuba aux Jeux olympiques d'été de 2016
Cuba participe aux Jeux olympiques d'été de 2016 à Rio de Janeiro au Brésil du 5 août au 21 août. Il s'agit de sa 20e participation à des Jeux d'été.

## Athlétisme

### Homme

#### Courses
| Athlètes                                                        | Compétitions          | Série         | Série | Demi-Finales | Demi-Finales | Finale          | Finale  |
| Athlètes                                                        | Compétitions          | Temps         | Rang  | Temps        | Rang         | Temps           | Rang    |
| --------------------------------------------------------------- | --------------------- | ------------- | ----- | ------------ | ------------ | --------------- | ------- |
| Roberto Skyers                                                  | 200 mètres            | 20 s 44       | 2e    | 20 s 60      | 8e           | Éliminé         | Éliminé |
| Reynier Mena                                                    | 200 mètres            | 20 s 42       | 4e    | Éliminé      | Éliminé      | Éliminé         | Éliminé |
| Yoandys Lescay                                                  | 400 mètres            | 45 s 36       | 6e    | 45 s 00      | 6e           | Éliminé         | Éliminé |
| Richer Pérez                                                    | Marathon              | NC            | NC    | NC           | NC           | 2 h 18 min 05 s | 46e     |
| Yordan L. O'Farrill                                             | 110 mètres haies      | 13 s 56       | 4e    | 13 s 70      | 7e           | Éliminé         | Éliminé |
| Jhoanis Portilla                                                | 110 mètres haies      | 13 s 81       | 5e    | Éliminé      | Éliminé      | Éliminé         | Éliminé |
| Jose Luis Gaspar                                                | 400 mètres haies      | 50 s 58       | 7e    | Éliminé      | Éliminé      | Éliminé         | Éliminé |
| César Ruiz Roberto Skyers Reynier Mena Yaniel Carrero           | Relais 4 × 100 mètres | 38 s 47       | 7e    | NC           | NC           | Éliminé         | Éliminé |
| William Collazo Adrian Chacon Osmaidel Pellicier Yoandys Lescay | Relais 4 × 400 mètres | 3 min 00 s 16 | 3e    | NC           | NC           | 2 min 59 s 53   | 6e      |

#### Concours
| Athlètes             | Compétitions      | Série    | Série | Finale   | Finale  |
| -------------------- | ----------------- | -------- | ----- | -------- | ------- |
| Athlètes             | Compétitions      | Résultat | Rang  | Résultat | Rang    |
| Maykel Massó         | Saut en longueur  | 7,81 m   | 15e   | Éliminé  | Éliminé |
| Lázaro Martínez      | Triple saut       | 16,61 m  | 12e   | 16,68 m  | 8e      |
| Ernesto Revé         | Triple saut       | 16,58 m  | 14e   | Éliminé  | Éliminé |
| Pedro Pablo Pichardo | Triple saut       | NM       | /     | Éliminé  | Éliminé |
| Jorge Fernández      | Lancer du disque  | 60,43 m  | 22e   | Éliminé  | Éliminé |
| Roberto Janet        | Lancer du marteau | 73,23 m  | 14e   | Éliminé  | Éliminé |

### Femme

#### Course
| Athlètes                                                    | Compétitions          | Série         | Série | Demi-finales | Demi-finales | Finale          | Finale   |
| Athlètes                                                    | Compétitions          | Temps         | Rang  | Temps        | Rang         | Temps           | Rang     |
| ----------------------------------------------------------- | --------------------- | ------------- | ----- | ------------ | ------------ | --------------- | -------- |
| Arialis Gandulla                                            | 200 mètres            | 23 s 41       | 6e    | Éliminé      | Éliminé      | Éliminé         | Éliminé  |
| Sahily Diago                                                | 800 mètres            | 2 min 01 s 38 | 3e    | Éliminé      | Éliminé      | Éliminé         | Éliminé  |
| Rose Mary Almanza                                           | 800 mètres            | 2 min 00 s 50 | 3e    | Éliminé      | Éliminé      | Éliminé         | Éliminé  |
| Lisneidy Veitia                                             | 800 mètres            | 2 min 02 s 10 | 4e    | Éliminé      | Éliminé      | Éliminé         | Éliminé  |
| Dailin Belmonte                                             | Marathon              | NC            | NC    | NC           | NC           | 2 h 48 min 58 s | 102e     |
| Zurian Hechavarria                                          | 400 mètres haies      | 57 s 28       | 7e    | Éliminée     | Éliminée     | Éliminée        | Éliminée |
| Lisneidy Veitia Gilda Casanova Roxana Gómez Daisurami Bonne | Relais 4 × 400 mètres | 3 min 30 s 11 | 8e    | NC           | NC           | Éliminé         | Éliminé  |

## Aviron
Légende: FA = finale A (médaille) ; FB = finale B (pas de médaille) ; FC = finale C (pas de médaille) ; FD = finale D (pas de médaille) ; FE = finale E (pas de médaille) ; FF = finale F (pas de médaille) ; SA/B = demi-finales A/B ; SC/D = demi-finales C/D ; SE/F = demi-finales E/F ; QF = quarts de finale; R= repêchage
Hommes
| Athlète                          | Compétition                 | Séries        | Séries | Repêchage     | Repêchage | Quarts de finale | Quarts de finale | Demi-finales  | Demi-finales  | Finale        | Finale        |
| Athlète                          | Compétition                 | Temps         | Rang   | Temps         | Rang      | Temps            | Rang             | Temps         | Rang          | Temps         | Rang          |
| -------------------------------- | --------------------------- | ------------- | ------ | ------------- | --------- | ---------------- | ---------------- | ------------- | ------------- | ------------- | ------------- |
| Ángel Fournier                   | Skiff                       | 7 min 06 s 89 | 1 QF   | exempt        | exempt    | 6 min 51 s 89    | 1 SA/B           | 7 min 02 s 65 | 3 FA          | 6 min 55 s 90 | 6             |
| Adrián Oquendo Eduardo Rubio     | Deux de couple              | 6 min 52 s 20 | 5 R    | 6 min 21 s 52 | 4         | NC               | NC               | Pas qualifiés | Pas qualifiés | Pas qualifiés | Pas qualifiés |
| Liosbel Hernández Raúl Hernández | Deux de couple poids légers | 6 min 39 s 79 | 4 R    | 7 min 07 s 17 | 3 SC/D    | NC               | NC               | 7 min 30 s 13 | 2 FC          | 6 min 47 s 80 | 18            |

Femmes
| Athlète                           | Compétition                 | Séries        | Séries | Repêchage     | Repêchage | Demi-finales  | Demi-finales | Finale        | Finale |
| Athlète                           | Compétition                 | Temps         | Rang   | Temps         | Rang      | Temps         | Rang         | Temps         | Rang   |
| --------------------------------- | --------------------------- | ------------- | ------ | ------------- | --------- | ------------- | ------------ | ------------- | ------ |
| Licet Hernández Yislena Hernández | Deux de couple poids légers | 7 min 26 s 43 | 4 R    | 8 min 22 s 05 | 5 SC/D    | 8 min 27 s 44 | 4 FD         | 7 min 50 s 21 | 19     |

## Badminton
| Athlète         | Compétition   | Phase de groupes     | Phase de groupes                | Phase de groupes | Phase de groupes | 1/8e de finale   | Quarts de finale | Demi-finales     | Finale           | Finale  |
| Athlète         | Compétition   | Adversaire Score     | Adversaire Score                | Adversaire Score | Rang             | Adversaire Score | Adversaire Score | Adversaire Score | Adversaire Score | Rang    |
| --------------- | ------------- | -------------------- | ------------------------------- | ---------------- | ---------------- | ---------------- | ---------------- | ---------------- | ---------------- | ------- |
| Osleni Guerrero | Simple hommes | bat Shu 21-16, 21-15 | battu par Sugiarto 12-21, 14-21 | NC               | 2e Gr. C         | Éliminé          | Éliminé          | Éliminé          | Éliminé          | Éliminé |

## Cyclisme

### Cyclisme sur route
| Athlète        | Compétition            | Temps           | Rang |
| -------------- | ---------------------- | --------------- | ---- |
| Arlenis Sierra | Course en ligne femmes | 3 h 58 min 03 s | 28e  |

### Cyclisme sur piste
Vitesse
| Athlète         | Compétition                 | Qualification | Qualification | 1er tour                 | Repêchages 1             | 2e tour                  | Repêchages 2             | Quarts de finale         | Demi-finales             | Finale                   | Finale |
| Athlète         | Compétition                 | Temps Vitesse | Rang          | Adversaire Temps Vitesse | Adversaire Temps Vitesse | Adversaire Temps Vitesse | Adversaire Temps Vitesse | Adversaire Temps Vitesse | Adversaire Temps Vitesse | Adversaire Temps Vitesse | Rang   |
| --------------- | --------------------------- | ------------- | ------------- | ------------------------ | ------------------------ | ------------------------ | ------------------------ | ------------------------ | ------------------------ | ------------------------ | ------ |
| Lisandra Guerra | Vitesse individuelle femmes |               |               |                          |                          |                          |                          |                          |                          |                          |        |

Keirin
| Athlète         | Compétition   | 1er tour | Repêchage | 2e tour | Finale |
| Athlète         | Compétition   | Rang     | Rang      | Rang    | Rang   |
| --------------- | ------------- | -------- | --------- | ------- | ------ |
| Lisandra Guerra | Keirin femmes |          |           |         |        |

Omnium
| Athlète        | Compétition   | Scratch | Poursuite | Poursuite | Élimination | Contre-la-montre | Contre-la-montre | Tour lancé | Tour lancé | Course aux points | Course aux points | Total | Rang |
| Athlète        | Compétition   | Rang    | Temps     | Rang      | Rang        | Temps            | Rang             | Temps      | Rang       | Points            | Rang              | Total | Rang |
| -------------- | ------------- | ------- | --------- | --------- | ----------- | ---------------- | ---------------- | ---------- | ---------- | ----------------- | ----------------- | ----- | ---- |
| Marlies Mejias | Omnium femmes |         |           |           |             |                  |                  |            |            |                   |                   |       |      |

## Natation
| Athlète          | Épreuve       | Séries        | Séries | Demi-finales | Demi-finales | Finale  | Finale  |
| Athlète          | Épreuve       | Temps         | Rang   | Temps        | Rang         | Temps   | Rang    |
| ---------------- | ------------- | ------------- | ------ | ------------ | ------------ | ------- | ------- |
| Luis Vega Torres | 400 m 4 nages | 4 min 27 s 27 | 26e    | NC           | NC           | Éliminé | Éliminé |

## Tir à l'arc
| Athlète        | Compétition | Tour préliminaire | Tour préliminaire | 1er tour                   | 2e tour                   | 3e tour          | Quarts de finale | Demi-finales     | Match pour la médaille de bronze | Match pour la médaille de bronze | Finale           | Finale |
| Athlète        | Compétition | Score             | Rang              | Adversaire Score           | Adversaire Score          | Adversaire Score | Adversaire Score | Adversaire Score | Adversaire Score                 | Rang                             | Adversaire Score | Rang   |
| -------------- | ----------- | ----------------- | ----------------- | -------------------------- | ------------------------- | ---------------- | ---------------- | ---------------- | -------------------------------- | -------------------------------- | ---------------- | ------ |
| Adrián Puentes | Individuel  | 656               | 37e               | Bat Ernesto Boardman 6 - 4 | Battu par Atanu Das 4 - 6 | non qualifié     | non qualifié     | non qualifié     | non qualifié                     | non qualifié                     | non qualifié     | 29e    |

## Volley-ball

### Tournoi masculin
L'équipe de Cuba de volley-ball se qualifie pour les Jeux en remportant le tournoi de qualification olympique nord-américain.